# Gạo trắng

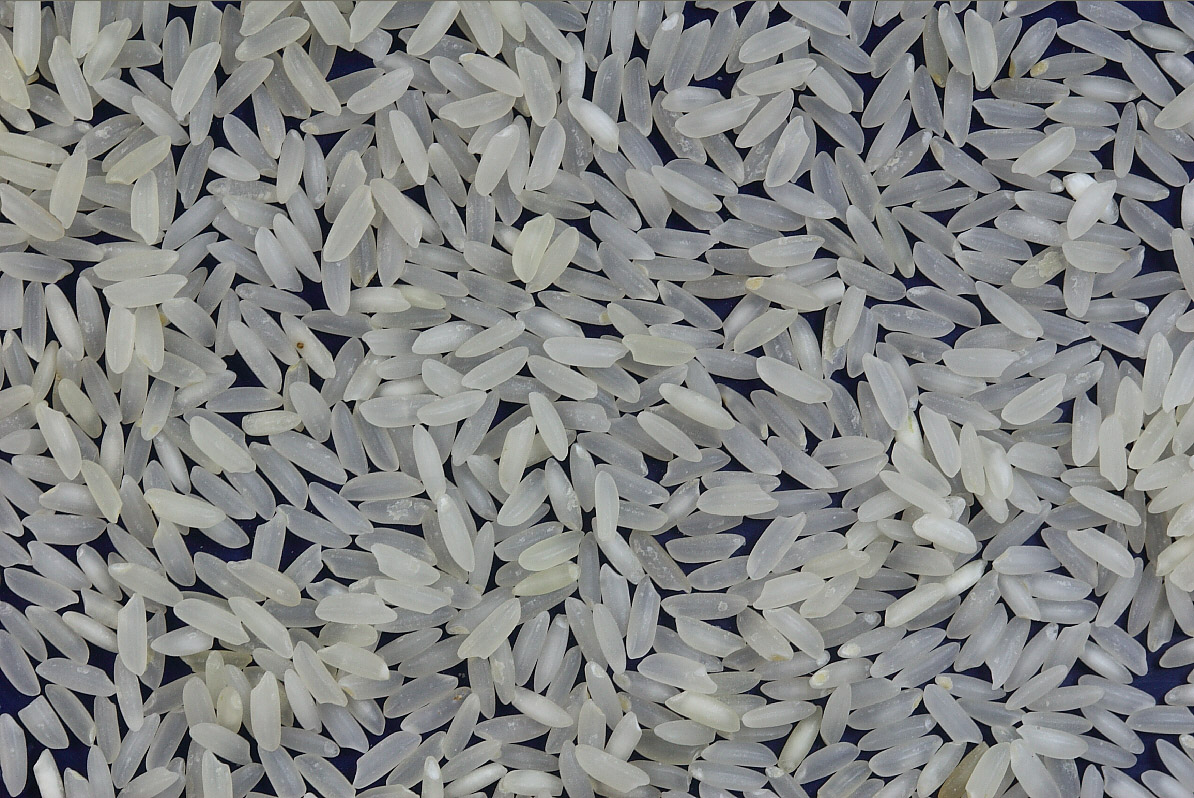
Gạo trắng

Gạo trắng, còn được gọi là gạo tẻ, là thóc đã được xay để tách bỏ trấu và xát để loại lớp cám và mầm. Sau khi xay xát, có thể đánh bóng để hạt gạo trắng và sáng hơn.
Quá trình xát và đánh bóng làm mất đi nhiều chất dinh dưỡng trong hạt gạo (chất béo trong cám, các vi chất như vitamin, muối khoáng) nên gạo trắng hạn chế được sự xâm nhập của vi sinh vật và côn trùng gây hại, do đó có thời gian bảo quản dài hơn gạo lức và thóc.
Chế độ ăn sử dụng chủ yếu gạo trắng có thể gây bệnh beriberi do thiếu vitamin B1 nếu không bổ sung các nguồn thức ăn chứa loại vitamin này. Gạo trắng thường được bổ sung một số chất dinh dưỡng trong quá trình chế biến. Tại Hoa Kỳ, vitamin B1, niaxin (vitamin B3) và sắt là các vi chất bắt buộc phải bổ sung vào gạo trắng.
Từ thế kỉ 19, gạo lứt đã được nhiều người sử dụng thay thế gạo trắng do có lợi cho sức khỏe. Cám trong gạo lứt chứa một lượng xơ tiêu hóa đáng kể và mầm gạo thì chứa nhiều vitamin và chất khoáng.
Thành phần của gạo trắng phụ thuộc vào giống, đất đai, khí hậu, phân bón, quá trình chế biến và thời gian bảo quản.
Thông thường 100 g gạo trắng sẽ nấu được 240 đến 260 g cơm. Lượng cơm thay đổi do các loại gạo hấp thụ lượng nước khác nhau. Độ nở của gạo phụ thuộc vào giống lúa và thời gian bảo quản.